# Sargocentron
Sargocentron – rodzaj ryb z rodziny hajdukowatych (Holocentridae).

## Klasyfikacja
Gatunki zaliczane do tego rodzaju:
| - Sargocentron bullisi - Sargocentron caudimaculatum - Sargocentron cornutum - Sargocentron coruscum - Sargocentron diadema – hajduk diadema, wiewiórczak diadema - Sargocentron dorsomaculatum - Sargocentron ensifer - Sargocentron hastatum – hajduk - Sargocentron hormion - Sargocentron inaequalis - Sargocentron iota - Sargocentron ittodai - Sargocentron lepros - Sargocentron macrosquamis - Sargocentron marisrubri - Sargocentron megalops | - Sargocentron melanospilos - Sargocentron microstoma - Sargocentron poco - Sargocentron praslin - Sargocentron punctatissimum - Sargocentron rubrum – hajduk czerwony - Sargocentron seychellense - Sargocentron shimizui - Sargocentron spiniferum - Sargocentron spinosissimum - Sargocentron suborbitale - Sargocentron tiere - Sargocentron tiereoides - Sargocentron vexillarium - Sargocentron violaceum - Sargocentron wilhelmi - Sargocentron xantherythrum |

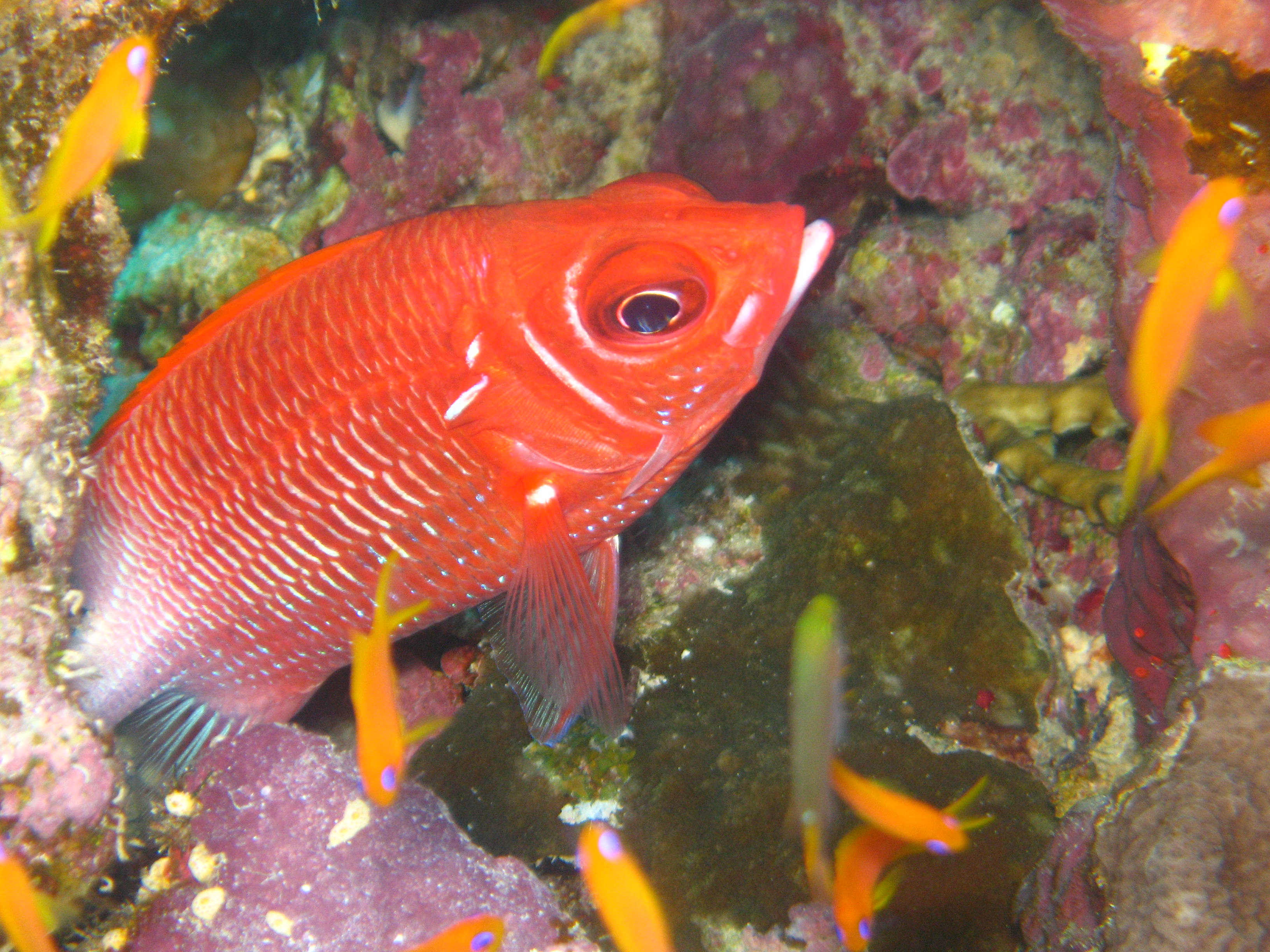
Sargocentron caudimaculatum
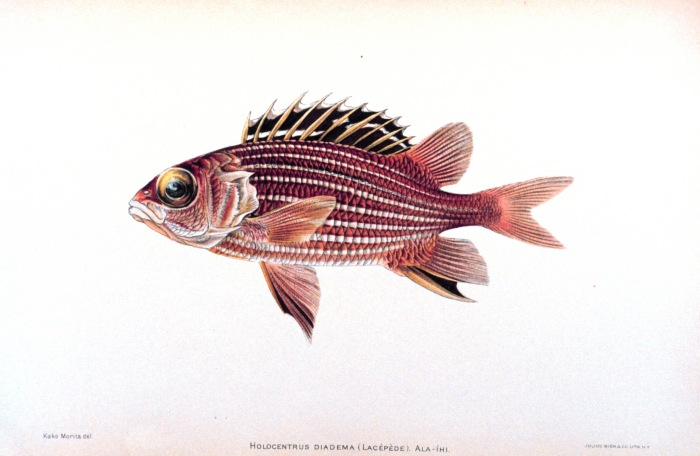
Sargocentron diadema
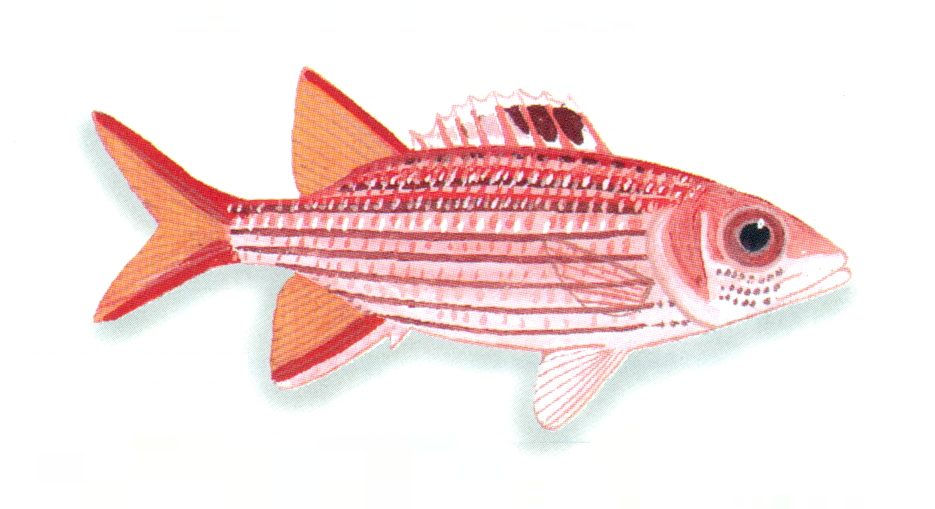
Sargocentron dorsomaculatum
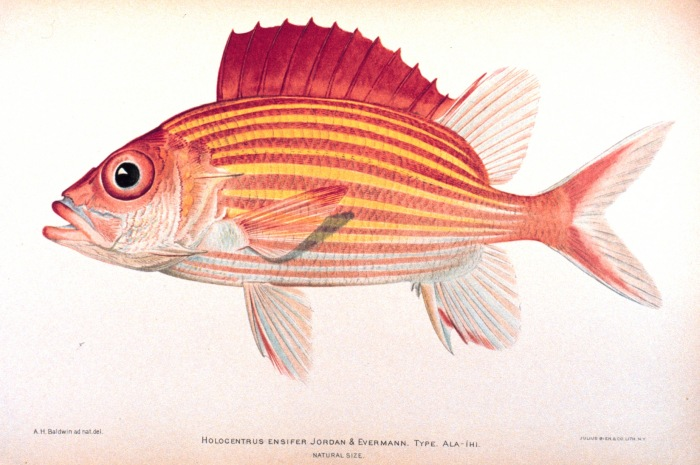
Sargocentron ensifer
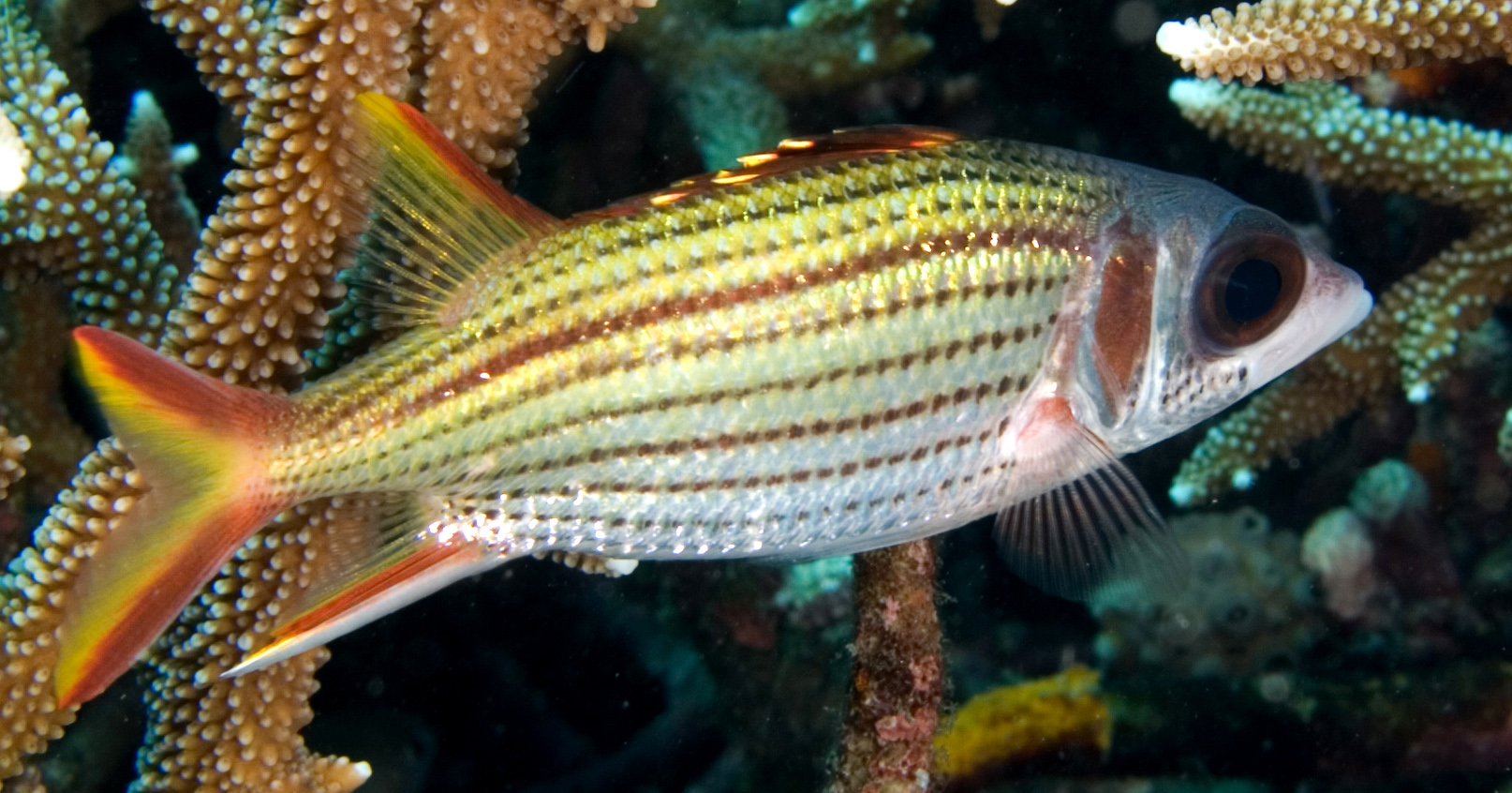
Sargocentron microstoma
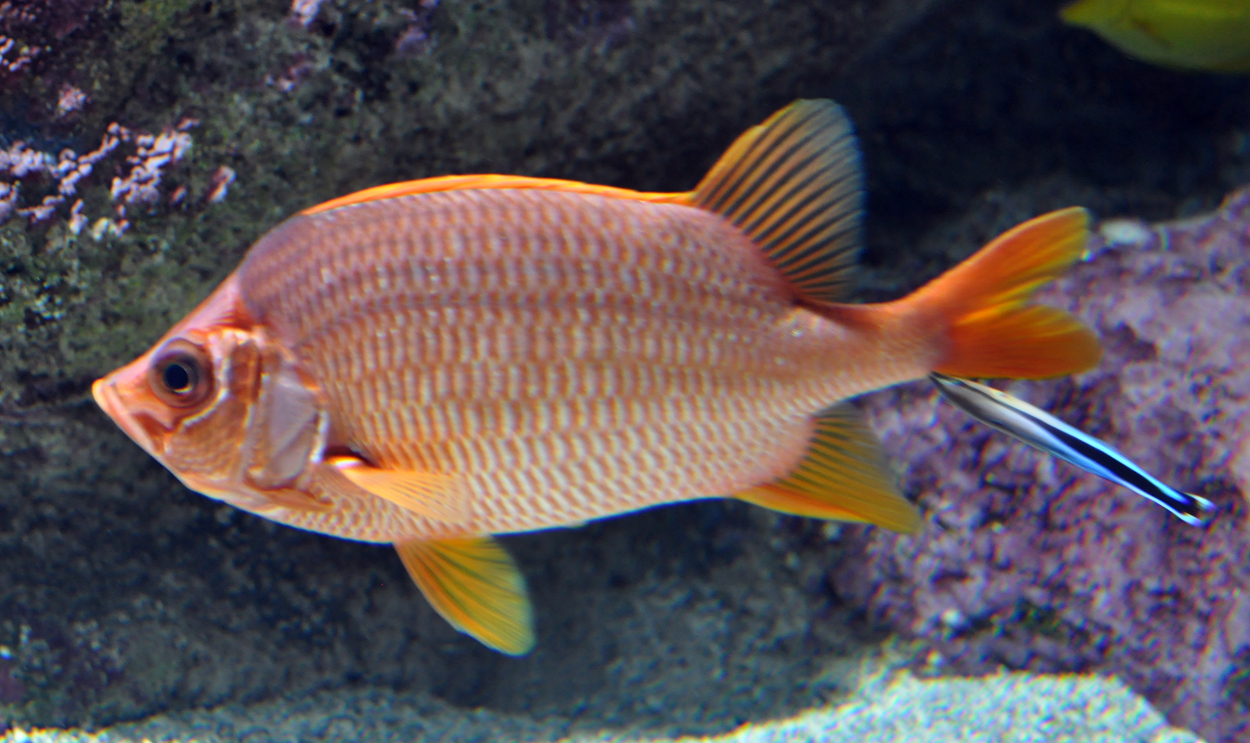
Sargocentron spiniferum
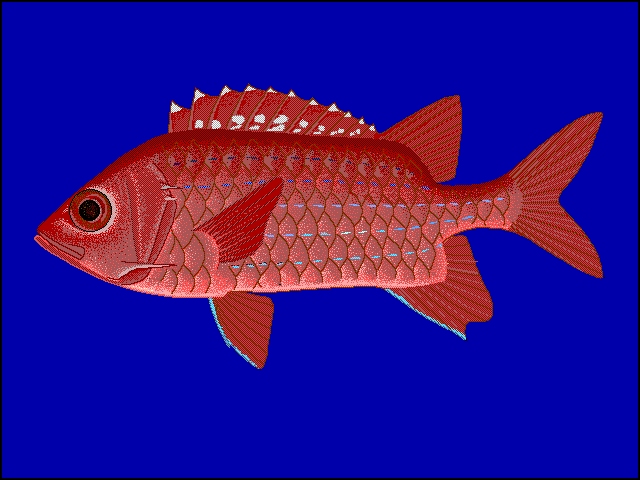
Sargocentron tiere
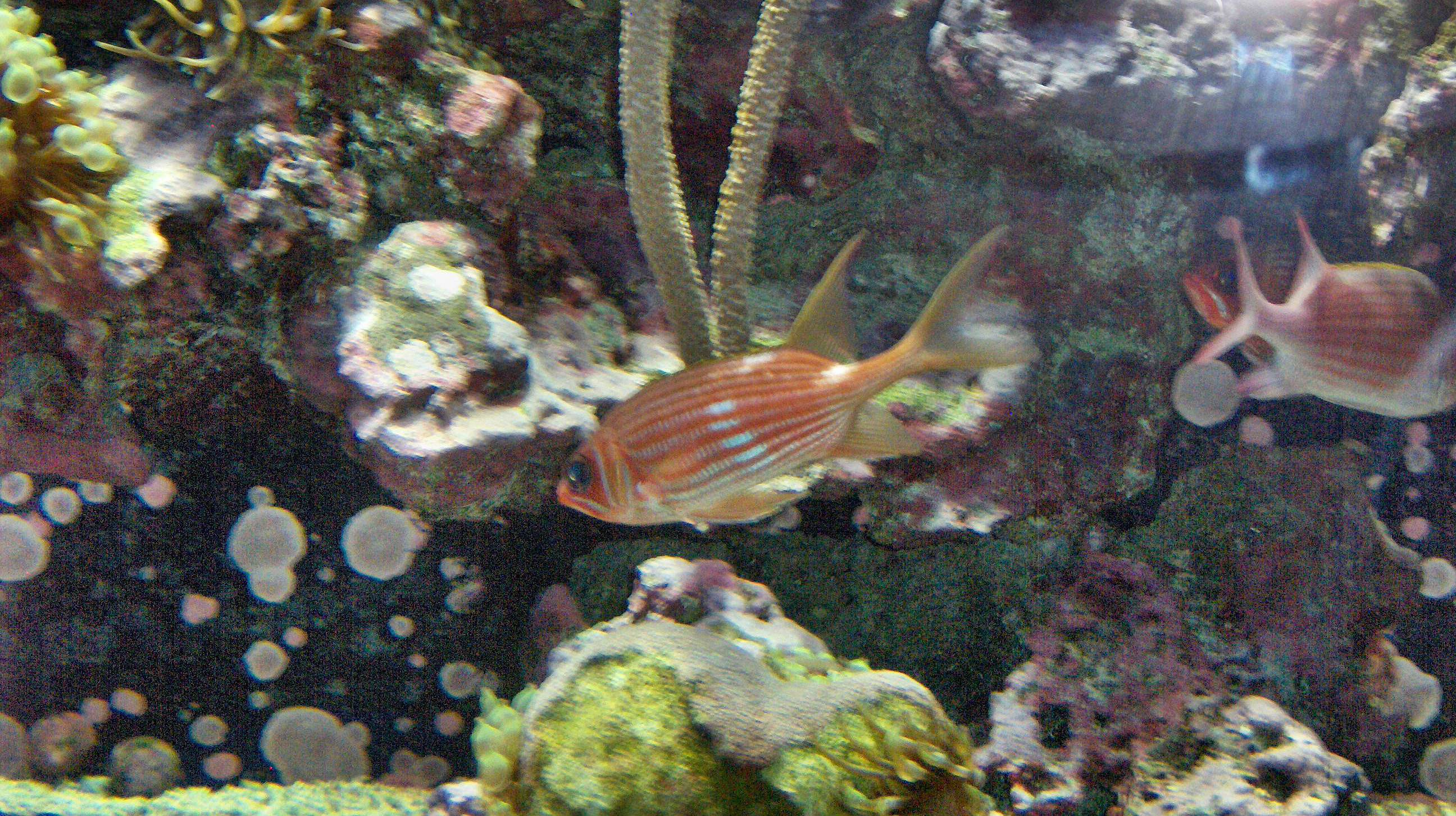
Sargocentron vexillarium
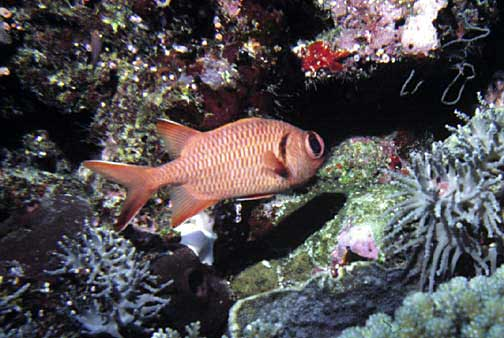
Sargocentron xantherythrum